# Numa Roumestan
Numa Roumestan est un roman antiméridionaliste d’Alphonse Daudet publié en 1881, mettant en scène un personnage du nom de Numa Roumestan. Il a été porté en pièce de théâtre en 1887 à l’Odéon de Paris.

## Résumé
Numa Roumestan est un avocat originaire de Provence qui cherche la reconnaissance en devenant homme politique à Paris. Il épouse Rosalie Le Quesnoy, fille d’un haut magistrat. La personnalité du premier est portée à l’emphase et aux promesses mensongères ; celle de son épouse à la droiture et à la réserve confinant à la froideur. Il trompe sa femme après que le couple a affronté une fausse couche puis recommence, ce qui conduit à la rupture du couple. Ils se réconcilient à la fin du roman après la mort d’Hortense Le Quesnoy, la belle-sœur de Numa, qui s’était éprise du tambourinaire Valmajour.

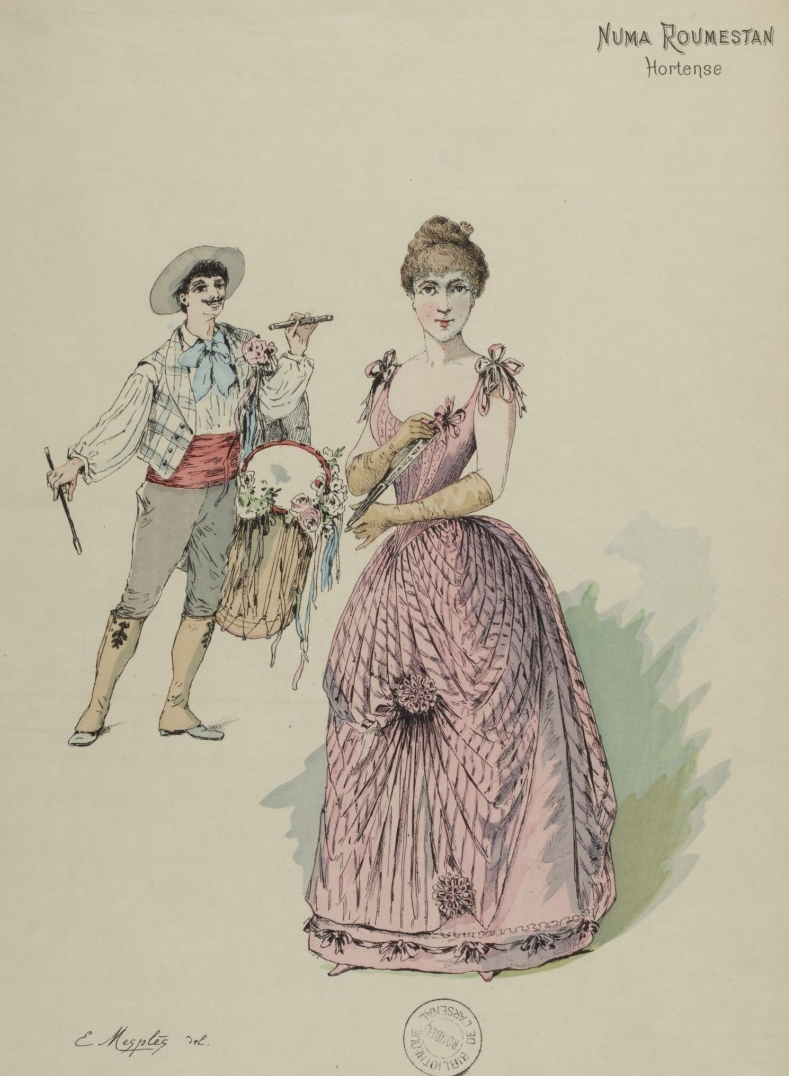
Dessin d'Adrien Marie représentant Valmajour et Hortense Le Quesnoy, deux personnages de la pièce d'Alphonse Daudet Numa Roumestan.

## Les personnages
Le personnage qui donne son titre au roman, Numa Roumestan, incarne sous la plume de l’auteur « le type du menteur qui se grise de ses paroles, qui de bonne foi promet à tout le monde et s'attire ainsi les histoires les plus désagréables ». Il fait de ce personnage une incarnation du peuple provençal. Avocat sans renommée, il se lance en politique ce qui provoque de nombreux remous dans le couple : il repart dans le midi et se fait élire député. Il devient par la suite ministre de l’Instruction publique. Comme pour les autres personnages, Daudet a puisé dans ses notes pour créer le personnage : « L'auteur a pris un peu partout, les ridicules et les vanités qu'il rencontrait sur sa route, il a puisé chez des individualités bien distinctes ; de cet amas de défauts, il a fait un tout, et les appliquant à un sujet unique, il a créé Numa Roumestan ». Alphonse Daudet a « personnifié le Midi tout entier dans Numa Roumestan ». L’un des motifs principaux du roman est l’opposition de Numa, incarnant l’homme du Sud, et Rosalie, incarnant la Parisienne.
Rosalie Le Quesnoy est la fille d’un procureur austère. Femme droite et loyale, elle est séduite par le beau-parleur Numa qu’elle épouse. Elle se lamente qu’il la délaisse au profit de la politique et elle pardonne une première fois après avoir été trompée. La naissance d’un enfant sauve son mariage d’un divorce.
Hortense Le Quesnoy, la sœur cadette de Rosalie, rencontre Valmajour à cause de Numa.
Le tambourinaire Valmajour est inspiré par un musicien provençal qui a réellement existé, Tistet Buisson. Alphonse Daudet l’a bien connu.
La sœur Audiberte est une « provençale câline et féroce, tout à l'argent, s'étranglant de colère à l'idée de perdre, une des meilleures figures du livre, d'une vérité cruelle ».
Alice Bachellery est l’amante de Numa. Noceuse, dotée d’une belle voix, elle est aidée par Numa à se produire sur les scènes des théâtres parisiens. Ses frasques manquent de faire tomber un ministère.

## Réception de l’œuvre
Le roman est bien accueilli et bénéficie de bonnes critiques dans la presse.
Dans Le Figaro, Émile Zola loue le talent de l’auteur, la justesse des scènes, la précision de la description des personnages. Cependant, il critique la représentation des Provençaux, dépeints « avec trop de cruauté ». Au contraire, Daudet ne représentait qu’une Provence fantasmée. Il reproche surtout à l’auteur d’avoir, au milieu d’histoires vraies romancées, inventé l’histoire d’amour en Valmajour et Hortense. Il évoque un « malaise » qui le « blesse comme un air faux ».
Pour Albert Savine, ce roman naturaliste est un « reniement de sa patrie méridionale » de Daudet, un « pamphlet plein de verve méridionale contre les Méridionaux, un homme du Midi l'a écrit, cruel, incisif ». Il loue le style de l’auteur.
Certains critiques, comme Roger des Fourniels ou Dancourt, se démarquent, le premier s’étonnant des licences que s’accorde Daudet dont le style a « dégénéré », ajoutant que le roman est parsemé d’erreurs. Il dénonce également le caractère excessif de la caricature des Provençaux :  « le caractère provençal, tel que le dépeint Daudet, est faux ou tellement chargé, qu'il est méconnaissable ».
D’autres reprochent à l’auteur le sous-entendu politique de l’œuvre : « Numa Roumestan se propose de démontrer que la vérité, la sincérité, la droiture, le désintéressement et la vertu sont du côté des républicains et des libres-penseurs »,.
Le fils du tambourinaire Tistet Buisson, qui apparaît dans le roman sous les traits de Valmajour, publie une « réponse à Alphonse Daudet » où il dénonce les attaques de l’auteur contre le musicien et les Provençaux.